# Tierras Altas de Islandia

Tierras Altas de Islandia

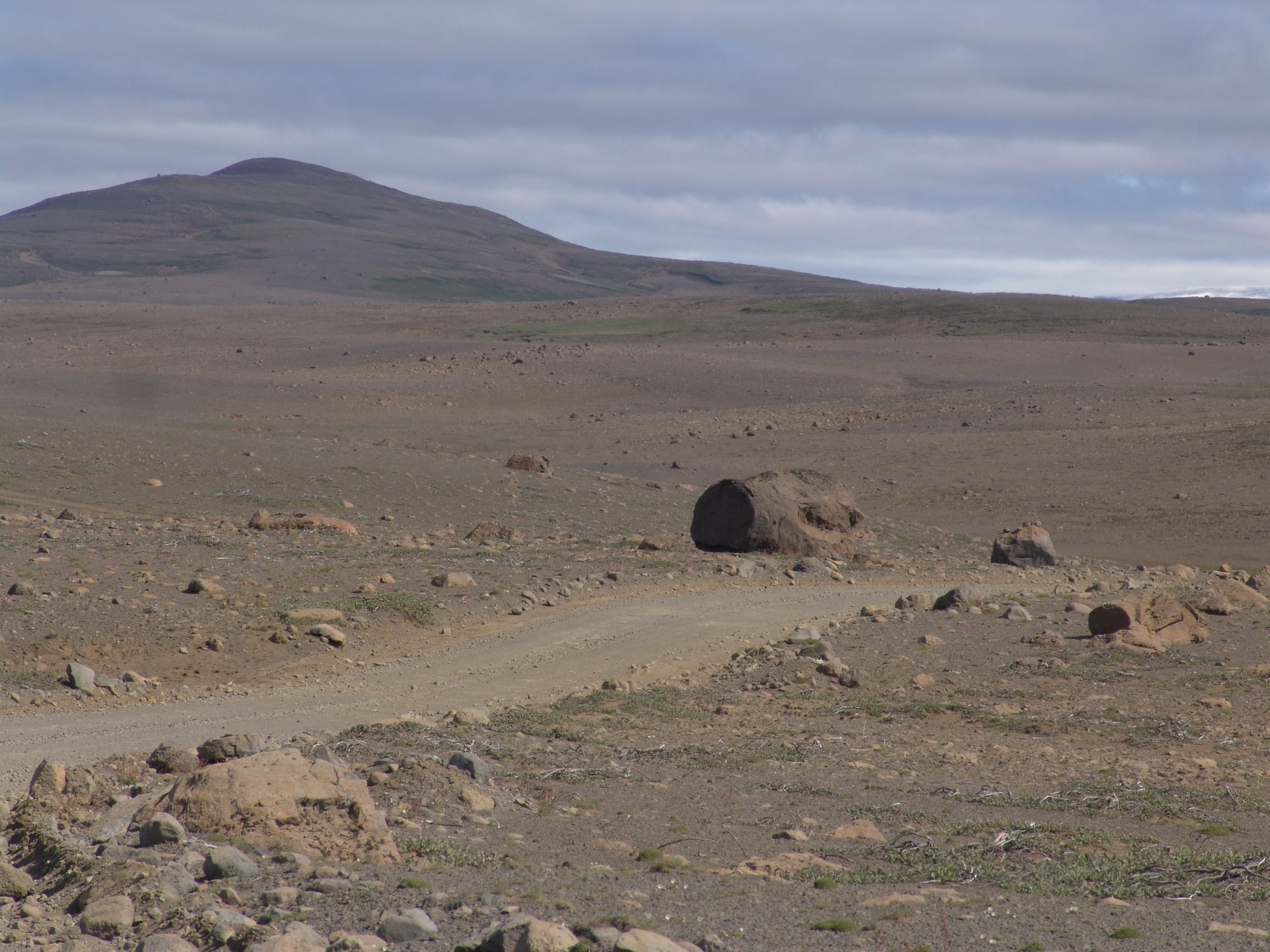
El desierto domina las Tierras Altas.

Las Tierras Altas de Islandia se extienden por la mayor parte del interior de Islandia. Se encuentran por encima de los 400–500 metros y están principalmente en un desierto volcánico poco habitado, debido a que el agua que se precipita como lluvia o nieve que se infiltra tan rápidamente en el terreno que no permite que crezcan las plantas, que da como resultado en gran medida una superficie de tierra gris, blanca y negra, lava y cenizas volcánicas. Unas pocas zonas parecidas a oasis, como Herðubreiðarlindir cerca de Askja, se encuentran solo en la proximidad de los ríos.
Los islandeses dividen las Tierras Altas en:
- "Háls", significa una amplia cresta de montaña entre valles, como el que está cerca de Langavatn al norte de Borgarnes; o
- "Heiði", que significa las auténticas Tierras Altas, como las que se encuentran a lo largo de la carretera de Sprengisandur.

La mayor parte de los numerosos glaciares, como el Vatnajökull, Langjökull y Hofsjökull, son también parte de las Tierras Altas de Islandia. La vegetación se encuentra solo en las orillas de los ríos glaciares. Hay también el peligro de Jökulhlaups.
Algunas de las partes de Islandia con más actividad volcánicas se encuentran en las Tierras Altas, como Landmannalaugar y la región alrededor de Askja y Herðubreið. Las Tierras Altas solo se pueden cruzar en el verano islandés (de junio a agosto). Durante el resto del año las carreteras de las Tierras Altas están cerradas. Las mejores carreteras conocidas de las Tierras Altas son Kaldidalur, Kjölur y Sprengisandur. La mayor parte de las carreteras de Tierras Altas requieren vehículos de tracción a las cuatro ruedas, porque es necesario vadear ríos. Sin embargo, la ruta Kjölur puede fácilmente atravesarse en un turismo ordinario y es por lo tanto una de las carreteras más populares de las Tierras Altas. Conducir fuera de la carretera está prohibido en las Tierras Altas cuando están libres de nieve, para proteger la vegetación.